# Kurt Marholz
Kurt Marholz (* 15. Oktober 1905 in Wien; † 15. April 1984 in Halle/Saale) war ein deutscher Maler und Grafiker.

## Leben und Werk
Kurt Marholz war der Sohn eines Malermeisters. Er besuchte in Wien von 1911 bis 1916 die Volksschule und dann bis 1921 die Staats-Realschule. Von 1921 bis 1925 studierte er an der Akademie der bildenden Künste Wien und von 1925 bis 1926 bei Erwin Hahs an der Kunstgewerbeschule Burg Giebichenstein in Halle Malerei. Von Hahs wurden Marholz und Otto Müller von 1924 bis 1926 in die Gestaltung des farbigen Gesamt-Konzepts für die Gestaltung des Polizeilazaretts in Halle einbezogen.
1927 unternahm Marholz eine Studienreise nach Paris. Von 1928 bis 1940 arbeitete er als freischaffender Maler und Innenraumgestalter in Halle. Dort hatte er 1932 seine erste Ausstellung, denen fast jährlich weitere Ausstellungsbeteiligungen folgten, u. a. in der renommierten Galerie Hennig in Halle. 1933 war er auf einer Ausstellung der Galerie Gurlitt in Berlin vertreten. In der Zeit des Nationalsozialismus war Marholz Mitglied der Reichskammer der bildenden Künste. Er nahm 1940 im Städtischen Moritzburg-Museum in Halle an der Ausstellung Junges Kunstschaffen der Gaue Halle-Merseburg, Magdeburg-Anhalt und Thüringen teil. Von 1935 bis 1939 war Marholz neben seiner freien Arbeit auch Pressezeichner und Journalist bei den Hallischen Nachrichten. 1936 und 1937 unternahm er Italienreisen. Von 1940 bis 1945 war er als Soldat bei der Wehrmacht, zuletzt als Stabsgefreiter.
Im November 1945 kam er aus der Gefangenschaft zurück nach Halle und arbeitete wieder als freier Maler. 1946 wurde Marholz Mitglied der Sektion bildender Künstler im Kulturbund zur demokratischen Erneuerung Deutschlands bzw. ab 1951 des Verbands Bildender Künstler der DDR. 1946 war Marholz auf der Kunstausstellung der Provinz Sachsen in Halle, 1946/1947 auf der Ausstellung „Mitteldeutsche Kunst“ in Leipzig, 1948 auf der Großen Kunstausstellung Sachsen-Anhalt in Halle und 1953 auf der Dritten Deutschen Kunstausstellung in Dresden vertreten. Weitere Ausstellungen bzw. Ausstellungsbeteiligungen hatte er in Wien, Hamburg, im Lindenau-Museum Altenburg/Thüringen, in Arnstadt, Bad Frankenhausen, Dessau, Magdeburg, Merseburg, Naumburg, Weimar, Zeitz und Berlin, u. a. 1954 auf der hochrangig bestückten Ausstellung „Aktzeichnungen von Malern und Bildhauern“ in der Galerie Henning in Halle. vertreten.
Von 1950 bis 1980 betätigte Marholz sich mit Vorträgen und Pressepublikationen, u. a. für die Zeitschriften Bildende Kunst, Hallesches Monatsheft. Kulturspiegel für Halle und Saalkreis, zu kulturwissenschaftlichen und -historischen Themen intensiv als Publizist. 1962 gab er im Wiener Bergland-Verlag das Buch Ein Handwerksbursche zur Kongresszeit in Wien. Reisejournal des Heinrich Wilhelm Richter aus Oschatz heraus.
1960 war Marholz ehrenamtlicher Denkmalspfleger der Stadt Halle. 1970 ging er in Rente. Er verstarb nach längerer schwerer Krankheit. Die Trauerrede für ihn hielt der Kunsthistoriker Wolfgang Hütt. Marholz war von 1937 bis zu ihrem Tod 1971 mit Gerda von Walther verheiratet. Sie hatten die Tochter Dörte (* 1938), den Sohn Jörg (* 1940) und die Tochter Anke (1941–1945).
Im Stadtarchiv Halle befinden sich über 500 Werke von Marholz. Bilder befinden sich u. a. auch im Lindenau-Museum Altenburg/Thüringen und im Museum Schloss Neuenburg in Freyburg.

## Ehrungen
- 1970: Johannes-R. Becher-Medaille in Bronze
- 1975: Johannes-R. Becher-Medaille in Silber

## Werke (Auswahl)

### Tafelbilder (Auswahl)
- Frau vor einem Spiegel (1937, Öl)[6][7]
- Porträt einer Grafikerin (1962, Öl)[8]
- Im Konzert (1952/1953, Mischtechnik)[9]

### Zeichnungen (Auswahl)
- Wiesenschlange (1948, Aquarell; Lindenau-Museum)[10]
- Schloss Neuenburg von Osten (1952, Tusche; Museum Schloss Neuenburg)[11]
- Hauptpost in Halle (1959, Aquarell; Lindenau-Museum)[10]

### Aufsätze in der Zeitschrift „Bildende Kunst“
- Das Leipziger Museum der bildenden Künste. 1955, S. 137–139.
- Jiri Antonin Svengsbir. 1955, S. 299.
- Mitteldeutsche Fayencen des 18. Jahrhunderts. 1956-1, S. 39–40.
- Rembrandt van Rijn als Sammler. 1956-6, S. 341–342.
- Die Dessauer Galerie: ein Museum der Maltechniken. 1956, S. 637–630.
- Ein Freilichtmuseum für Plastik. 1957, S. 110–111.
- Paul Zilling: ein Maler aus Halle. 1957-4, S. 240–241.
- Das kunsthandwerkliche Einzelstück. 1957-05, S. 768–770.
- Kleinplastiken von Gustav Weidanz. 1957, S. 480–481.
- Baukeramik in Engobe-Technik: zu den Arbeiten von Gerhard Müller. 1958, S. 189–190.
- Die Kunstsammlungen im Schloss zu Arnstadt. 1958, S. 477–480.
- Wunder in Glas: zum Schaffen von Albin Schaedel. 1960, S. 399–400.

## Postume Ausstellungen
- 2014: Halle, Stadtarchiv (Einzelausstellung; Lithografien und Aquarelle)
- 2015: Weimar, Galerie Hebecker (Sommerausstellung 2015; vertreten mit zwei Radierungen)